# 飛鳥未来高等学校
飛鳥未来高等学校（あすかみらいこうとうがっこう）は、奈良県天理市櫟本町にある私立高等学校。
運営法人は学校法人三幸学園。三幸グループに属している。
姉妹校に飛鳥未来きずな高等学校や飛鳥未来きぼう高等学校がある。

## 沿革
- 1984年（昭和59年）4月 - 学校法人設立準備委員会発足
- 1985年（昭和60年）3月 - 学校法人三幸学園設立
- 2009年（平成21年）4月 - 飛鳥未来高等学校開校

## 学習スタイル
通信制高等学校であるため、基本的には自学自習で、各教科・科目で必要な単位を取得して卒業する。月に1回、特別活動が行われており必要時間数参加する。
単位を修得するためには、各教科目で必要枚数のレポートを提出し、スクーリングに参加し、単位認定試験を受け合格点を取ることが必要である。

## 各主要都市のキャンパス
奈良本校を含め、全国12のキャンパス（奈良、札幌、仙台、千葉、池袋、足立、横浜、横浜関内、名古屋、大阪、広島、福岡博多）から通いやすいキャンパスを選べる。
上級学校に医療、スポーツ、美容、ブライダル、保育、料理分野の専門学校と東京未来大学があるため、卒業後の進路が安心であり、トライアルレッスンというやりたいことを見つけるための講座が開かれている。また、選択授業として上級学校の勉強も可能で、単位とすることができる特徴的な教育システムがある。

### 通学スタイル
- 全日総合スタイル 週5日 横浜キャンパスのみ
- 3DAYスタイル：週3日(月・水・金)登校し、決められた時間割に沿って学習を進めていくスタイル。
- 5DAYスタイル：週5日(月～金)登校し、決められた時間割に沿って学習を進めていくスタイル。
- スタンダードスタイル：週1回のホームルーム(HR)があり、それ以外の時間の好きなタイミングで授業に出席し、各自でスクーリングとレポート課題を進めていくスタイル。
- ベーシックスタイル：月1回のクラス会があり、それ以外の好きなタイミングで授業に出席し、各自でスクーリングとレポート課題を進めていくスタイル。

### キャンパス

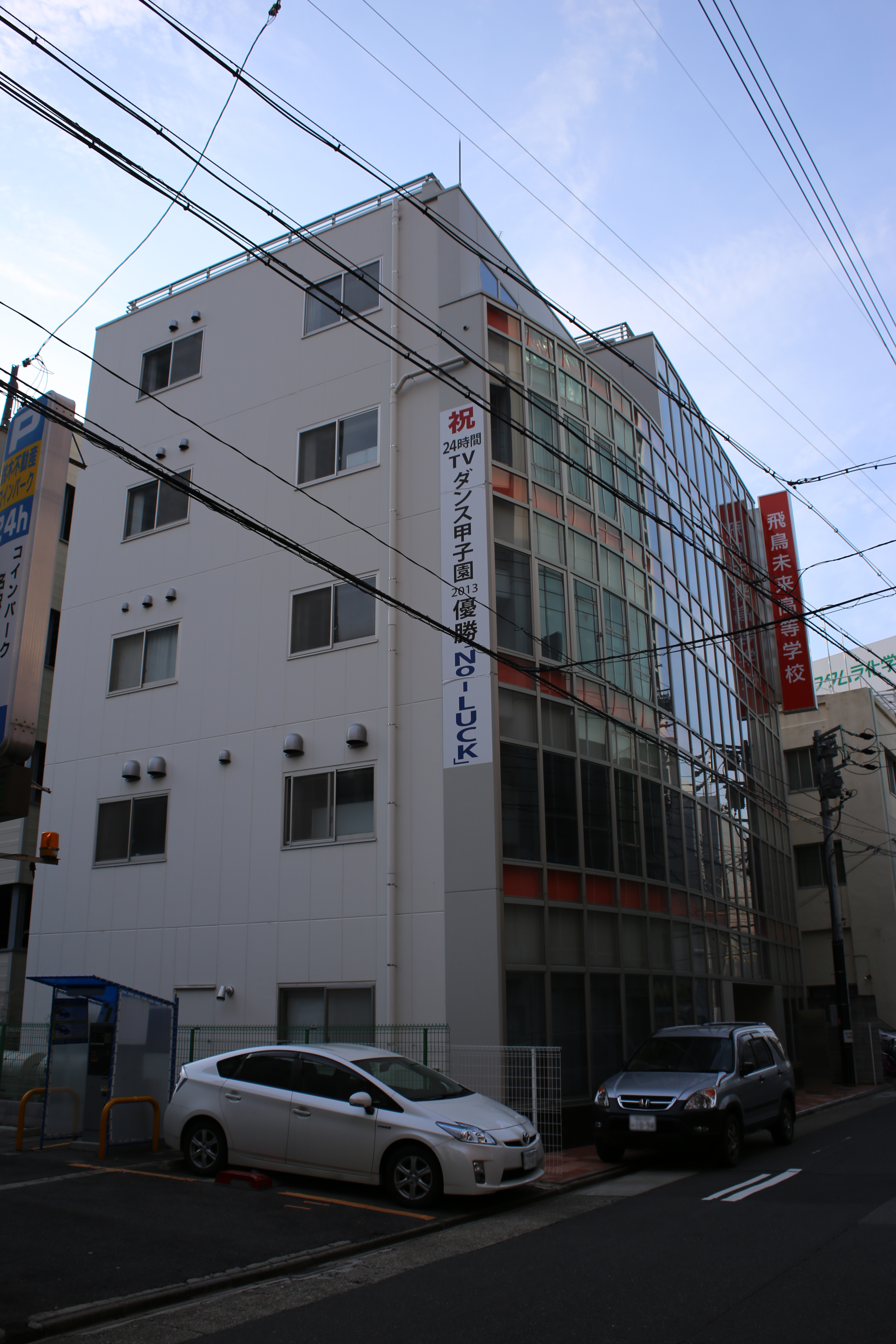
名古屋キャンパス（2015年6月）

- 奈良本校：〒632-0004 奈良県天理市櫟本町1514-3
- 札幌キャンパス：〒060-0042 北海道札幌市中央区大通西17丁目1-15
- 仙台キャンパス：〒983-0852 宮城県仙台市宮城野区榴岡4丁目9-10
- 千葉キャンパス：〒260-0014 千葉県千葉市中央区本千葉町8-9 7F
- 池袋キャンパス：〒171-0022 東京都豊島区南池袋2丁目31-2
- 足立キャンパス：〒120-0015 東京都足立区足立1丁目13-26 5F
- 横浜キャンパス：〒221-0821 神奈川県横浜市神奈川区富家町6-7
- 横浜関内キャンパス：〒231-0033 神奈川県横浜市中区長者町4丁目9-10 8F
- 名古屋キャンパス：〒451-0045 愛知県名古屋市西区名駅2丁目20-18
- 大阪キャンパス：〒532-0011 大阪府大阪市淀川区西中島6丁目11-23
- 広島キャンパス：〒732-0827 広島県広島市南区稲荷町1-27
- 福岡博多キャンパス：〒812-0013 福岡県福岡市博多区博多駅東3丁目6-21

### 各キャンパスへのアクセス
- 奈良本校：櫟本駅より徒歩約1分
- 札幌キャンパス：西18丁目駅より徒歩約5分
- 仙台キャンパス：仙台駅より徒歩約10分
- 千葉キャンパス：千葉中央駅より徒歩約5分
- 池袋キャンパス：池袋駅より徒歩約5分
- 足立キャンパス：五反野駅より徒歩約10分
- 横浜キャンパス：東神奈川駅より徒歩約5分
- 横浜関内キャンパス：伊勢佐木長者町駅より徒歩約1分
- 名古屋キャンパス：名古屋駅より徒歩約10分
- 大阪キャンパス：西中島南方駅より徒歩約10分
- 広島キャンパス：稲荷町駅より徒歩約5分
- 福岡博多キャンパス：博多駅より徒歩約10分

## 主な卒業生
- 藤田光里（プロゴルファー）
- 小祝さくら（プロゴルファー）
- 藤田ニコル（ファッションモデル）
- 紗蘭（ファッションモデル）
- 菅大輝（プロサッカー選手）
- 菅原咲月（乃木坂46）
- 中尾翔太（ダンサー、FANTASTICS from EXILE TRIBE）
- 松田詩野（サーファー）